# Fold Lake
Der Fold Lake (englisch für Faltensee) ist ein kleiner, ovaler See vor der Ingrid-Christensen-Küste des ostantarktischen Prinzessin-Elisabeth-Lands. Er liegt auf Manning Island im Gebiet der Larsemann Hills.
Die Mannschaft einer von 1986 bis 1987 durchgeführten Kampagne der Australian National Antarctic Research Expeditions benannte ihn nach der Faltung im Gestein des Tals, in dem der See liegt. Das Antarctic Names Committee of Australia erkannte diese Benennung am 24. November 1987 an.